# Koe de Oshigoto!
Koe de Oshigoto! (こえでおしごと! arbejde med stemme) er en japansk mangaserie, der blev skrevet og tegnet af Azure Konno fra 2008 til 2013. Serien udkom i Wani Books' magasin Comic Gum og blev sideløbende samlet i 10 bind. En anime i to afsnit blev produceret af Studio Gokumi og udgivet i 2010 og 2011.
Serien handler om en 16-årig pige, der får job som dubber af eroge-spil (erotiske spil), og viser, hvordan hun lærer arbejdet at kende, alt imens hun både skal overkomme det pinlige ved det og håndtere en voksende forelskelse. På grund af emnet er serien uegnet for børn, ikke mindst fordi der en del seksuelle hentydninger og enkelte steder censurerede gengivelser af scener fra spillene. De egentlige personer i serien forbliver dog ofte fuldt påklædte, og der er også lagt lige så meget vægt på humor og at vise den professionelle del af arbejdet bag kulisserne.
En efterfølger med titlen Koe de Oshigoto!! udkom i Futabashas magasin Monthly Action magazine fra maj 2020 til november 2021.

## Plot
På sin 16 års fødselsdag bliver pigen Kanna Aoyagi bedt om at blive dubber for sin storesøster Yayoi Aoyagi i dennes firma, der producerer eroge-spil. I begyndelsen vil Kanna ikke, men efter at have tænkt over, hvor meget hun skylder sin søster for hendes støtte under deres opvækst, går hun alligevel med til det. Den uerfarne Kanna møder i starten flere udfordringer, men hun gør fremskridt og det første spil bliver en succes. Successen giver imidlertid anledning til kontakt med klassekammeraten Motoki Kaidzu, hvis far ejer et andet spilfirma. Yayois indleder et samarbejde Motokis far, hvilket får den konsekvens, at Kanna og Motoki kommer til at spille overfor hinanden gentagne gange. Og selvom de ikke rigtig er klar over det selv, bliver de stille og roligt forelskede i hinanden.

## Figurer
- Kanna Aoyagi (青柳 柑奈 Aoyagi Kanna) - Hovedpersonen der er en førsteårselev på Takashima Minami Gymnasium. På sin 16 års fødselsdag beder hendes storesøster Yayoi hende om at komme til dennes arbejdsplads efter skole. Men da Kanna kommer derhen, finder hun ud af, at det er en virksomhed, der producerer eroge-spil, hvor hun desuden bliver bedt om at være med til at dubbe et spil, de er ved at lave. Efter noget betænkning går hun med til det og bliver i hemmelighed fast dubber under pseudonymet Aoi Kanna (青井 かんな). Kanna er god til sport og til at forestille sig ting til det punkt, hvor hendes fantasi alene kan give hende en orgasme. Til tider kan hun endda ligefrem gå i trance, hvor hun tror, at hun er den person, hun lægger stemme til.

- Yayoi Aoyagi (青柳 弥生 Aoyagi Yayoi) - Kannas 28-årige storesøster der er producent for eroge-virksomheden Blue March. Yayoi kærer sig meget om Kanna og køber altid gaver til hendes fødselsdag. Hun taler meget direkte og er ikke særligt berørt af sit arbejde med eroge.

- Fumika Warasono (藁園 文花 Warasono Fumika) - En universitetsstuderende og professionel dubber af eroge. Kanna ser op til hende som en rollemodel, og Fumika virker til at være den eneste der forstår, at Kanna synes det er pinligt at dubbe eroge. Selvom hun er professionel til at dubbe eroge, har hun ingen virkelige erfaringer.

- Nagatoshi Hioki (日置 長俊 Hioki Nagatoshi) - Scenarieforfatteren på eroge-virksomheden Blue March og en gammel ven af Yayoi og Kanna. Han startede som en der kunne lide at læse, men efter at have læst nogle eroge-manuskripter begyndte han at skrive dem selv. Kanna respekterer Nagatoshi meget og behandler ham som en storebror.

- Motoki Kaidzu (海津元樹 Kaidzu Motoki) - Kannas klassekammerat hvis far ejer et andet spilfirma, hvor han selv er involveret. Som sådan kommer han til at lægge stemme til de mandlige hovedpersoner i flere spil og dermed spille overfor blandt andet Kanna. Her må han dog stå model til lidt af hvert, når Kanna går i trance, eller andre får lidt for gode ideer til at gøre skuespillet mere realistisk.

- Hazuki Nouge (能家 葉月 Nouge Hazuki) - Kannas klassekammerat der opdager hendes nye arbejde og selv bliver dubber.

- Kotori Makino (牧野 小鳥 Makino Kotori) - Kannas klassekammerat der opdager hendes nye arbejde og selv bliver dubber.

## Manga
Mangaserien Koe de Oshigoto! blev skrevet og tegnet af Azure Konno. Serien gik i Wani Books' magasin Comic Gum fra juli 2008-udgaven, der udkom 26. maj 2008, til juni 2013-udgaven, der udkom 26. april 2013. Wani Books samlede sideløbende serien i 10 bind under mærket Gum Comics Plus fra 23. december 2008 til 25. juli 2013. Fra bind 2 blev bindene også udsendt i eksklusive udgaver med forskelligt tilbehør. Mangaen bliver udgivet digitalt på engelsk af Manga Planet fra december 2021.
Azure Konno kom på ideen til serien, da han hørte Gamer's Actress 〜My Sweet xxx Voice〜 på indie-singlen Magical Hacker: Kurukuru Risk (Magical Hacker☆くるくるリスク, ~ Risuku) af bandet MOSAIC.WAV, der ofte producerer for eroge-spil. Mangaen beskæftiger sig med forholdene for dubbere af erotiske og pornografiske værker. Undervejs bliver der gået ind på udfordringerne i at skulle kunne identificere sig med en rolle og på de typiske problemer jobbet i sig selv medfører. Det gælder ikke mindst for hovedpersonen Kanna, der med tiden går fra det pinlige til det professionelle, samtidig med at hun også skal håndtere en voksende forelskelse.
En efterfølgende manga med titlen Koe de Oshigoto!! gik i Futabashas magasin Monthly Action fra 24. maj 2021 til 24. november 2021. Der er udgivet to bind med den pr. juni 2021.

### Bind
| Bind | Udgivet i Japan   | Japansk ISBN (almindelig udgave) | Japansk ISBN (eksklusiv udgave) |
| --- | ----------------- | -------------------------------- | ------------------------------- |
| 1 | 25. december 2008 | ISBN 978-4-8470-3667-5           | -                               |
| |                   |                                  |                                 |
| 2 | 25. juni 2009     | ISBN 978-4-8470-3689-7           | ISBN 978-4-8470-3690-3          |
| Den eksklusive udgave har en cd med Mahou no Oshigoto (魔法のおしごと) af MOSAIC.WAV vedlagt.                            |                   |                                  |                                 |
| 3 | 25. december 2008 | ISBN 978-4-8470-3710-8           | ISBN 978-4-8470-3709-2          |
| Den eksklusive udgave har en cd med hørespillet Kanna to Honoka no Onedari Box (かんなとほのかのおねだりBOX) vedlagt.    |                   |                                  |                                 |
| 4 | 24. juli 2010     | ISBN 978-4-8470-3740-5           | ISBN 978-4-8470-3741-2          |
| Den eksklusive udgave har en dvd med trailer for animeen og Kokoro no Himegoto (こころのひめごと) af MOSAIC.WAV vedlagt. |                   |                                  |                                 |
| 5 | 25. december 2010 | ISBN 978-4-8470-3759-7           | ISBN 978-4-8470-3758-0          |
| Den eksklusive udgave har en cd med hørespil vedlagt.                                                                    |                   |                                  |                                 |
| 6 | 25. juli 2011     | ISBN 978-4-8470-3779-5           | ISBN 978-4-8470-3780-1          |
| Den eksklusive udgave har et Windows-spil vedlagt.                                                                       |                   |                                  |                                 |
| 7 | 24. december 2011 | ISBN 978-4-8470-3797-9           | ISBN 978-4-8470-3792-4          |
| Den eksklusive udgave har et mobil-spil vedlagt.                                                                         |                   |                                  |                                 |
| 8 | 25. juni 2012     | ISBN 978-4-8470-3818-1           | ISBN 978-4-8470-3819-8          |
| Den eksklusive udgave har en cd med hørespil vedlagt.                                                                    |                   |                                  |                                 |
| 9 | 25. december 2012 | ISBN 978-4-8470-3837-2           | ISBN 978-4-8470-3838-9          |
| |                   |                                  |                                 |
| 10 | 25. juli 2013     | ISBN 978-4-8470-3880-8           | ISBN 978-4-8470-3881-5          |
| Den eksklusive udgave har et Windows-spil vedlagt.                                                                       |                   |                                  |                                 |

## Anime
En anime i to afsnit med titlen Koe de Oshigoto! The Animation (こえでおしごと! The Animation) blev produceret af Studio Gokumi som dere første værk. Den blev instrueret af Naoto Hosoda, med manuskript af Masashi Suzuki og figurdesign af Satoru Kiyomaru. De to sidstnævnte lagde mangaen til grund for deres arbejde men kom også med egne ideer. Derudover ledede Satoru Kiyomaru også animationen, mens Hiroki Matsumoto stod for den kunstneriske ledelse.
Det første afsnit blev udgivet på blu-ray og dvd 17. november 2010. Det omfatter i hovedsagen handlingen fra de seks kapitler i det første mangabind men med nogle forenklinger. Nogle uddybende scener er således undladt eller lettere modificeret, mens enkelte ellers tilbagevende bifigurer er undladt.
Det andet afsnit skulle egentlig være udkommet 16. marts 2011 men blev af flere årsager udskudt ad to omgange til 11. maj 2011. Denne gang var det dog ikke Naoto Hosoda, der stod for instruktionen, men Takafumi Hoshikawa.
I 2013 fik Media Blasters licens til at udgive animeen på dvd med engelske undertekster i Nordamerika, en dvd der udkom 10. december 2013.

### Stemmer
- MAKO - Kanna Aoyagi
- Akeno Watanabe - Yayoi Aoyagi
- Ayano Ishikawa - Fumika Warasono
- Susumu Chiba - Nagatoshi Hioki
- Juri Nagatsuma - Hazuki Nouge
- Maina Shimagata - Kotori Makino
- Shinya Takahashi - Ryuuichi Funaki
- Takahiro Mizushima - Yukihira Yokoyama

### Afsnit
| # | Titel                                                | Udgivet           |
| - | ---------------------------------------------------- | ----------------- |
|   |                                                      |                   |
| 1 | "Take.1: 16-sai no Himegoto" (take.1 16歳のひめごと) | 17. november 2010 |
| 2 | "Take 2: Naisho de Seiyuu" (take.2 ナイショで声優!)  | 11. maj 2011      |

### Musik
Introsangen til animeen er Koi no Mahou (恋の魔法) skrevet af Funta3, arrangeret af Funta7 og sunget af dubberne MAKO og Ayano Oshikawa. Slutsangen er Kuchibiru Chuck (くちびるチャック Kuchibiru Chakku) sunget af MAKO, Juri Nagatsuma og Maina Shimagata.